# Hanna City
Hanna City és una població dels Estats Units a l'estat d'Illinois. Segons el cens del 2000 tenia 1.013 habitants.

## Demografia
Segons el cens del 2000, Hanna City tenia 1.013 habitants, 398 habitatges, i 300 famílies. La densitat de població era de 814,8 habitants/km².
Dels 398 habitatges en un 32,9% hi vivien nens de menys de 18 anys, en un 64,1% hi vivien parelles casades, en un 8,3% dones solteres, i en un 24,4% no eren unitats familiars. En el 21,1% dels habitatges hi vivien persones soles el 10,1% de les quals corresponia a persones de 65 anys o més que vivien soles. El nombre mitjà de persones vivint en cada habitatge era de 2,51 i el nombre mitjà de persones que vivien en cada família era de 2,9.
Per edats la població es repartia de la següent manera: un 25,8% tenia menys de 18 anys, un 6,9% entre 18 i 24, un 29,4% entre 25 i 44, un 22,5% de 45 a 60 i un 15,4% 65 anys o més.
L'edat mediana era de 37 anys. Per cada 100 dones de 18 o més anys hi havia 91,8 homes.
La renda mediana per habitatge era de 42.639 $ i la renda mediana per família de 50.938 $. Els homes tenien una renda mediana de 36.438 $ mentre que les dones 26.397 $. La renda per capita de la població era de 20.710 $. Aproximadament el 7,6% de les famílies i el 7,2% de la població estaven per davall del llindar de pobresa.

## Poblacions més properes
El següent diagrama mostra les poblacions més properes.